# Osivka, Cerneahiv
Osivka (în ucraineană Осівка) este un sat în comuna Salî din raionul Cerneahiv, regiunea Jîtomîr, Ucraina.

## Demografie
Componența lingvistică a localității Osivka
     Ucraineană (100%)
Conform recensământului din 2001, toată populația localității Osivka era vorbitoare de ucraineană (100%).